# دریان چای
کبوتر علی چای جشمه ساری  در شمال غرب ایران است. این رودخانه فصلی از تپه‌های نزدیک میشوداغی سرچشمه می‌گیرد و با گذر از کوهپایه و دره های ضلع جنوبی میشوداغی شهرستان شبستر، اراضی و باغات کوزه کنان را سیراب و در زمان طغیان به  دریاچه ارومیه می‌ریزد. این رود حدود ۱۷۷۸ متر از سطح آب‌های آزاد ارتفاع دارد.